# Cmentarz Mydlniki
Cmentarz Mydlniki – cmentarz komunalny znajdujący się na terenie Mydlnik w Krakowie, w dzielnicy Bronowice. Zajmuje powierzchnię 1,2 ha, co czyni go jednym z najmniejszych krakowskich cmentarzy.
Założony został dla nowej parafii pw. Matki Boskiej Nieustającej Pomocy przed 1934 r. Posiada niewielką kapliczkę z 1934 r. Od 1983 roku zarządzany jest przez Krakowski Zarząd Cmentarzy Komunalnych.